# Район местного самоуправления
Район местного самоуправления (англ. Local government area, LGA) — административно-территориальная единица с местным управлением. Размер района варьируется в зависимости от страны, но обычно это подразделение штата, провинции, округа или территории.
Это словосочетание обычно используется в качестве обобщённого описания в Соединённом Королевстве для обозначения различных политических подразделений, таких как боро, графство, унитарные органы власти и города, в каждом из которых есть совет или аналогичный орган с определённой степенью самоуправления. Каждая из четырёх стран-членов Соединённого Королевства имеет свою собственную структуру местного управления, например, в Северной Ирландии есть местные районы. Во многих частях Англии есть столичные округа, состоящие из сельских округов. У Лондона и многих других городских районов есть пригороды. У побережья Шотландии есть три островных совета. В то время как остальная часть Шотландии и весь Уэльс разделены на унитарные административные округа, некоторые из которых официально обозначены как города. Таким образом, термин «местное самоуправление» — общая метка, обозначающая подобные органы и области, находящиеся в пределах контроля государства.
Этот термин особенно распространен в Австралии, где он является синонимом слова «муниципалитет». Органы местного самоуправления по всей стране имеют схожие функции и полномочия, но имеют разные официальные обозначения в разных штатах и в зависимости от того, являются ли они городскими или сельскими. Большинство городских муниципалитетов во всех штатах являются городами или пригородами. Многие в Западной Австралии официально являются «городами», даже в пределах столичного региона Перта. Многие сельские районы Квинсленда, Нового Южного Уэльса, Виктории и Западной Австралии являются «ширами», тогда как сельские районы Южной Австралии являются «окружными советами», а в Тасмании официально используются названия «муниципалитеты».
По большей части именно по этой причине термин «район местного самоуправления» предпочтительнее термина «муниципалитет», использование которого может легко привести к путанице. В последние годы изменения в структуре органов местного самоуправления привели к появлению новых официальных обозначений, в то время как другие термины утратили свою актуальность. В середине 1990-х годов правительство штата Виктория объединило почти все муниципалитеты, упразднив многие города и ширы, все города и все округа, кроме одного. Квинсклифф (Виктория), к югу от Мельбурна, теперь единственное место в Австралии, которое официально является городским округом. Между тем, многие «сельские города» были сформированы в основном в сельских районах, где основной город достаточно велик по численности населения, чтобы считаться городом. Реструктуризация местных органов власти в Новом Южном Уэльсе и Квинсленде в следующем десятилетии привела к определению муниципалитетов как «регион» и «район», например, Саншайн-Кост в Квинсленде ранее был разделен на несколько судов, но теперь управляется одним региональным советом Саншайн-Кост.
«Местное самоуправление» также является официальной единицей в Гамбии и Нигерии.